# Tadasuke Makino
 (octobre 2018).
Si vous disposez d'ouvrages ou d'articles de référence ou si vous connaissez des sites web de qualité traitant du thème abordé ici, merci de compléter l'article en donnant les références utiles à sa vérifiabilité et en les liant à la section « Notes et références ».
Tadasuke Makino (牧野 任祐, Makino Tadasuke), né le 28 juin 1997 à Osaka, est un pilote automobile japonais, qui participe en 2018 au championnat de Formule 2 avec l'écurie russe Russian Time.

## Biographie

### Débuts en sport automobile au Japon (2015-2016)
Après avoir couru au Japon en karting, Tadasuke Makino commence sa carrière en monoplace en 2015, toujours dans son pays natal. Avec six victoires, il termine cette année là vice-champion du Japon de Formula 4, avec Rn Sports.
Cette performance lui permet de disputer en 2016 le Championnat du Japon de Formule 3, cette fois-ci avec Toda Racing. Il se classe 5e du championnat. Il dispute également le Grand Prix de Macao, qu'il termine à la quatorzième place.

### Formule 3 Européenne (2017)
En 2017, Makino se tourne vers le Championnat d'Europe de Formule 3 où il pilote pour l'écurie Hitech GP. Il connait un début de saison difficile puisqu'il ne termine qu'à deux reprises dans les points durant la première moitié de saison jusqu'à ce qu'il se brise le poignet et les doigts dans un accident avec Harrison Newey lors de la manche du Norisring. Malgré cette blessure, il ne manque que la manche de Spa-Francorchamps. Dès son retour, il se montre plus régulier qu'en première partie de saison, enchainant les « top 10 » et décrochant un podium lors de la manche du Red Bull Ring. Il se classe quinzième du championnat avec 57 points.

### Une année en Formule 2 (2018)

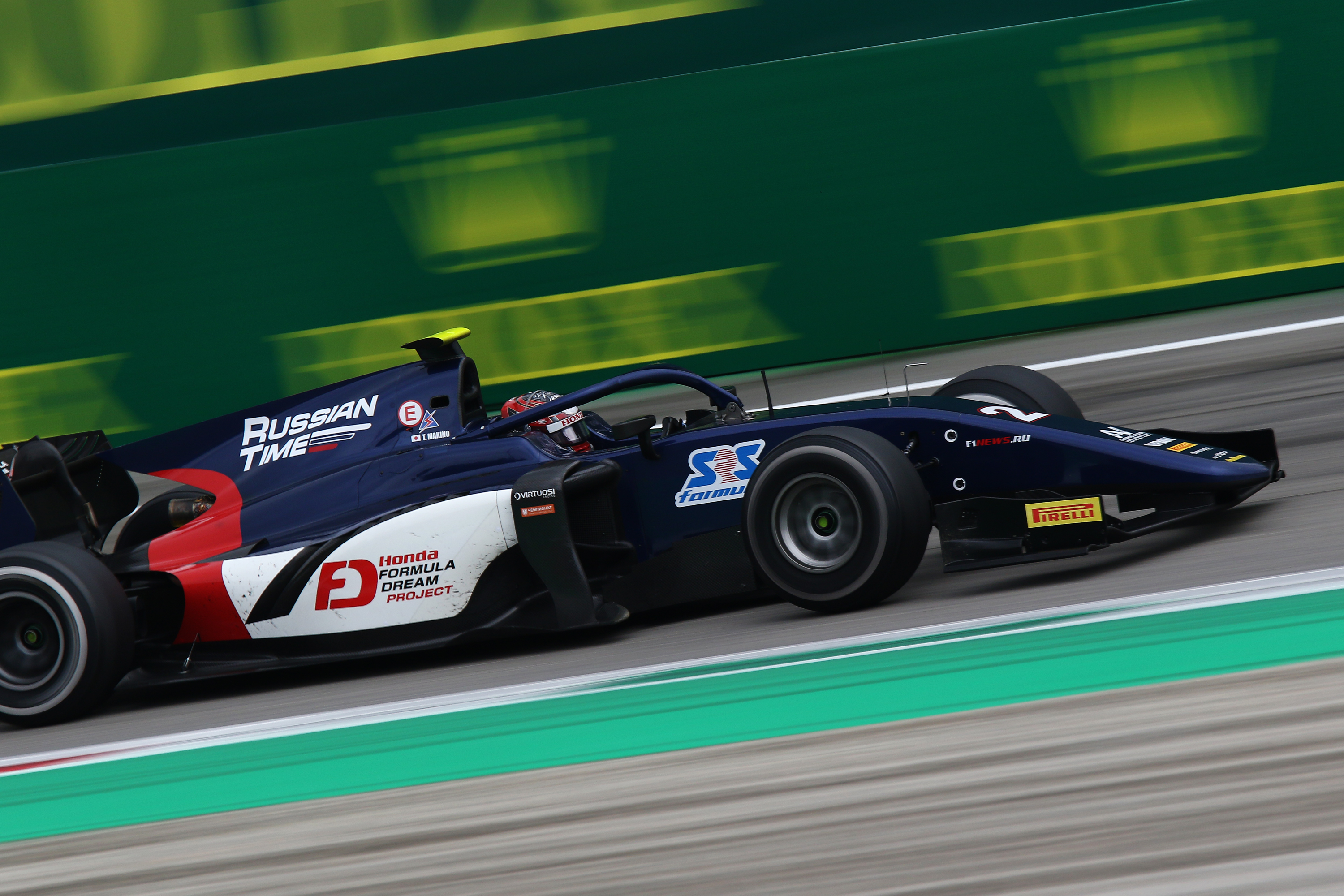
Tadasuke Makino en Formule 2 sur l'Autodromo nazionale di Monza.

En fin d'année 2017, Tadasuke Makino effectue les tests d'après-saison de Formule 2 avec Russian Time, à Yas Marina. Il rejoint officiellement l'écurie russe pour disputer la saison 2018 de Formule 2. Avec comme meilleur résultat une victoire obtenue à Monza, il se classe 13e du championnat, tandis que son équipier Artem Markelov finit 5e.

### La Super Formula (depuis 2019)

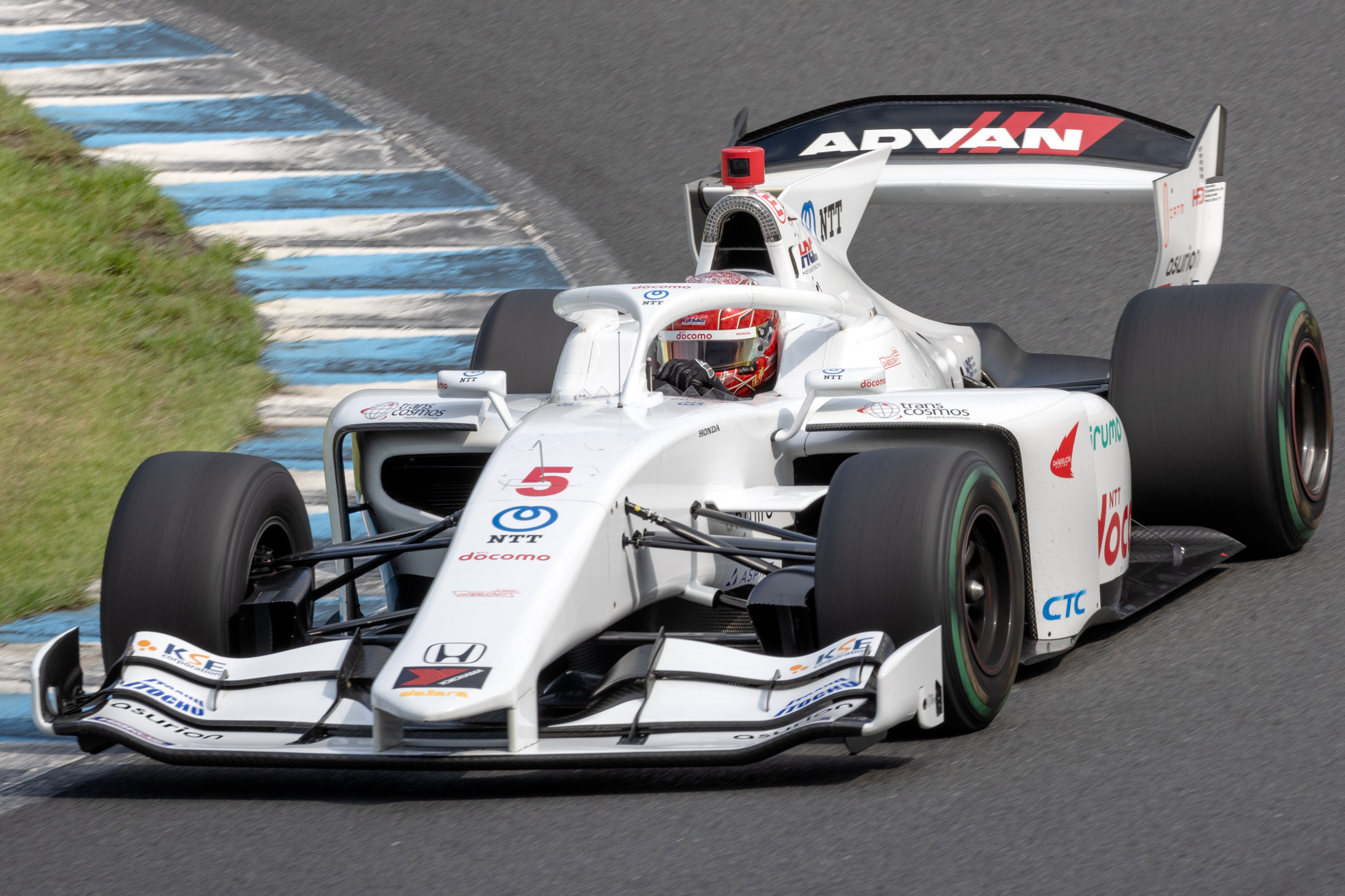
Tadasuke Makino en Super Formula en 2024 sur le circuit de Motegi.

En 2019, Makino retourne au Japon et s'engage avec Nakajima Racing en Super Formula, il termine seizième du championnat avec 6 points. Fin 2020, souffrant d'une méningite, il manque la dernière manche de la saison et est remplacé par Hiroki Otsu. Il termine toutefois douzième du championnat avec 20 points et un podium.
Pour la saison 2021, il se tourne vers DoCoMo Team Dandelion Racing mais il est absent lors des deux premières courses, étant alors remplacé par Ukyo Sasahara. Il fait son retour à partir de la manche d'Autopolis. Il termine neuvième du championnat avec 24 points et un podium. Lors des deux saisons suivantes, il termine successivement cinquième en 2022 avec 61 points et deux podiums puis sixième en 2023 avec 43 points et deux podiums.

### Le Super GT (depuis 2019)
En parallèle de la Super Formula, Makino s'engage également en Super GT. Il court là encore avec Nakajima Racing et fait équipe avec Narain Karthikeyan. Il décroche un podium et termine douzième du championnat avec 23,5 points. L'année suivante, il remplace Jenson Button au sein du Team Kunimitsu aux côtés du champion de la discipline Naoki Yamamoto. Il remporte une victoire et monte sur trois podiums ce qui lui permet de remporter le titre de champion face à Ryō Hirakawa lors de la dernière course. Il continue sa collaboration pour les deux saisons suivantes mais manque une manche en 2021, le pilote étant alors malade. Il est suppléé pour cette manche par Hideki Mutoh.

## Résultats en compétition automobile

### Résultats en monoplace
| Saison | Championnat                       | Écurie                       | Courses | Victoires | Pole positions | Meilleurs tours | Podiums | Points | Classement |
| ------ | --------------------------------- | ---------------------------- | ------- | --------- | -------------- | --------------- | ------- | ------ | ---------- |
| 2015   | Championnat du Japon de Formule 4 | Rn Sports                    | 14      | 6         | 4              | 3               | 11      | 192    | 2e         |
| 2016   | Championnat du Japon de Formule 3 | Toda Racing                  | 17      | 0         | 1              | 0               | 4       | 41     | 5e         |
| 2016   | Grand Prix de Macao               | Toda Racing                  | 1       | 0         | 0              | 0               | 0       | N/A    | 14e        |
| 2017   | Championnat d'Europe de Formule 3 | Hitech GP                    | 27      | 0         | 0              | 0               | 1       | 57     | 15e        |
| 2017   | Grand Prix de Macao               | Team Motopark                | 1       | 0         | 0              | 0               | 0       | N/A    | 9e         |
| 2018   | Formule 2                         | Russian Time                 | 22      | 1         | 0              | 0               | 1       | 46     | 13e        |
| 2019   | Super Formula                     | TCS Nakajima Racing          | 7       | 0         | 1              | 0               | 0       | 6      | 16e        |
| 2020   | Super Formula                     | TCS Nakajima Racing          | 4       | 0         | 0              | 0               | 1       | 20     | 12e        |
| 2021   | Super Formula                     | DoCoMo Team Dandelion Racing | 5       | 0         | 0              | 0               | 1       | 24     | 9e         |
| 2022   | Super Formula                     | DoCoMo Team Dandelion Racing | 10      | 0         | 0              | 0               | 2       | 61     | 5e         |
| 2023   | Super Formula                     | DoCoMo Team Dandelion Racing | 9       | 0         | 1              | 0               | 2       | 43     | 6e         |
| 2024   | Super Formula                     | DoCoMo Team Dandelion Racing | 9       | 2         | 0              | 0               | 4       | 86     | 3e         |
| 2025   | Super Formula                     | DoCoMo Team Dandelion Racing | 8       | 2         | 1              | 0               | 3       | 74     | 4e         |

### Résultats en Super GT
| Saison | Écurie                    | Voiture                     | Classe | Courses | Victoires | Poles positions | Meilleurs tours | Podiums | Points | Classement |
| ------ | ------------------------- | --------------------------- | ------ | ------- | --------- | --------------- | --------------- | ------- | ------ | ---------- |
| 2016   | Drago Modulo Honda Racing | Honda NSX GT3 Evo           | GT500  | 3       | 0         | 0               | 0               | 1       | 15     | 16e        |
| 2019   | Modulo Nakajima Racing    | Honda NSX-GT GT500          | GT500  | 8       | 0         | 0               | 0               | 1       | 23,5   | 12e        |
| 2020   | Team Kunimitsu            | Honda NSX-GT                | GT500  | 8       | 1         | 0               | 0               | 3       | 69     | Champion   |
| 2021   | Team Kunimitsu            | Honda NSX-GT                | GT500  | 7       | 1         | 1               | 0               | 2       | 57     | 4e         |
| 2022   | Team Kunimitsu            | Honda NSX-GT                | GT500  | 8       | 1         | 1               | 0               | 3       | 62     | 3e         |
| 2023   | Team Kunimitsu            | Honda NSX-GT                | GT500  | 8       | 1         | 1               | 1               | 3       | 34     | 10e        |
| 2024   | Stanley Team Kunimitsu    | Honda Civic Type R-GT-GT500 | GT500  | 8       | 0         | 0               | 0               | 2       | 64     | 2e         |